# 普京崇拜

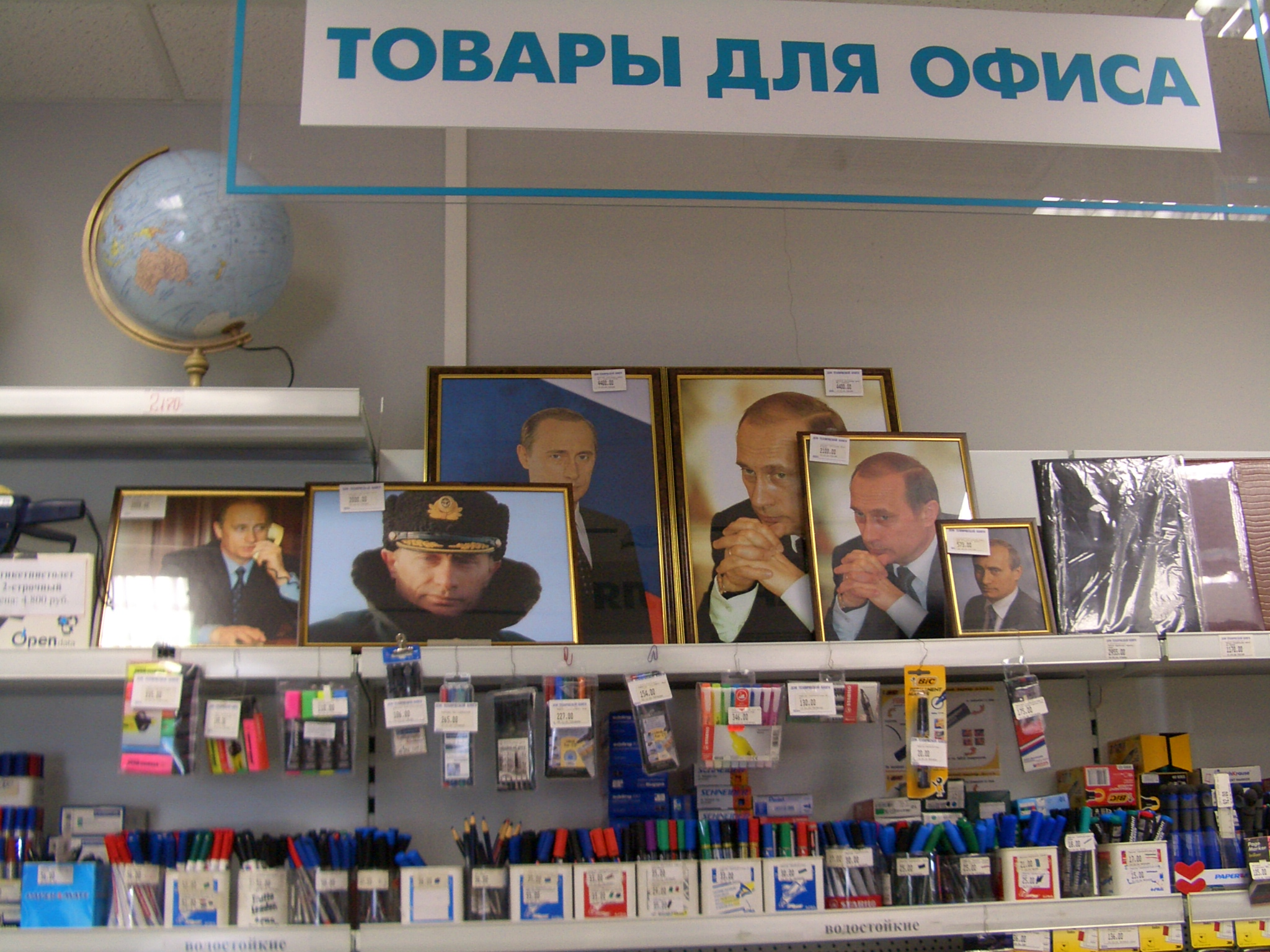
莫斯科文具店架上販售的普京崇拜商品。

普京崇拜（俄文：Культ личности Путина）是对俄罗斯总统弗拉基米尔·普京政治、社会学形象的提升，类似于苏联的列寧崇拜、斯大林的個人崇拜，中國的毛澤東崇拜、習近平崇拜。

## 參见
- 弗拉基米爾·普京的公眾形象
- 領袖主義（俄语：Вождизм）
- 个人崇拜
- 被神化的人列表
- 斯大林的個人崇拜